# Frédéric Cerulli
 (juin 2014).

Frédéric Cerulli est un 
réalisateur et scénariste français né le 10 février 1975 à Cannes.

## Biographie
Frédéric Cerulli réalise son premier long-métrage, Le Thanato, sortie nationale au cinéma le 19 janvier 2011, avec Chantal Lauby, Gérard Meylan, Noëlle Perna, première apparition au cinéma de Mado la niçoise. Il s’entoure également des comédiens confirmés Antoine Coesens Lazzaro, Florient Azoulay, Philippe Rigot. Inspiré par un fait divers, Frédéric Cerulli écrit Le Thanato avec Thomas Gauthier, son co-auteur et chef monteur. Le Thanato est adapté en roman par Alain Exiga, sous le titre Norman, édité par Cerises et Coquelicots.
En 2014 Frédéric Cerulli donne son nom à un fauteuil du Cinéma l'Eden Théâtre à La Ciotat, le plus vieux cinéma du monde aux côtés de personnalités du cinéma comme Georges Lautner, Claude Lelouch, Patrice Leconte ou Bernadette Laffont. 
Avec le soutien de la Maison de la sécurité routière du Var, il réalise un film de sensibilisation aux comportements dangereux sur la route : " avec la vitesse, votre temps est compté ". Le film est présenté par le préfet du Var en avril 2019 au Théâtre Liberté (Toulon), il est relayé par la presse, diffusé à la télévision et par une campagne sur les réseaux sociaux. Il réalise plusieurs films de promotion pour le Comité Régional du Tourisme Côte d'Azur France, le lancement officiel de la marque Côte d'Azur France et l'Agence de Développement Touristique Visit Var. 
Le 27 avril 2022, son film ENVOL sort au cinéma, une comédie dramatique avec Pierre Santini, Marc Duret, Alice Carel, Bruno Putzulu, Andréa Ferréol, Emma Colberti et la participation de Pascal Légitimus. Le film est sélectionné dans 9 festivals en France et à l'étranger dont le Festival du film de Colmar, festival Hérault du cinéma, le Lubéron Film Festival

## Filmographie
- 2002 : La Panne, court-métrage
- 2011 : Le Thanato, long-métrage
- 2013 : Inavouables, long-métrage
- 2014 : Je suis là tout va bien, court-métrage - concours Nikon
- 2018 : Help, long métrage
- 2019 : Avec la vitesse, votre temps est compté, film de prévention pour la Maison de la sécurité routière du Var (MSR 83)
- 2022 : Envol, long-métrage[4]

## Sources
(juin 2014).
- Nouvel Observateur, Frédéric Cerulli, sur http://cinema.nouvelobs.com
- Benoît Smith, Petites prises de tête entre amis : Inavouables, sur http://www.critikat.com
- Le Film français, François Berléand et Pauline Lefèvre pour Le petit carnet rouge sur http://www.lefilmfrancais.com
- Toutleciné, Le petit carnet rouge pour François Berléand et Pauline Lefèvre, sur http://www.toutlecine.com
- Le film HELP sur Culture Box (France Télévisions)